# Helmuth Dilthey
Helmuth Dilthey (ur. 9 lutego 1894, zm. 9 lipca 1918) – niemiecki as myśliwski, z czasów I wojny światowej z 7 potwierdzonymi zwycięstwami powietrznymi.

## Życiorys
Po wybuchu I wojny światowej jako ochotnik zgłosił się do Armii Cesarstwa Niemieckiego. W listopadzie 1914 roku został przydzielony do Die Fliegertruppen des deutschen Kaiserreiches. Po odbyciu szkolenia lotniczego, 18 maja 1915 roku Helmuth Dilthey został przeniesiony do FA 50, walczącego w Rosji.
18 czerwca 1915 roku został odznaczony Krzyżem Żelaznym II klasy. 1 października 1915 roku został mianowany podporucznikiem oraz odznaczony Krzyżem Żelaznym I klasy.  
W marcu 1917 roku ukończył Jastaschule. 19 maja 1917 roku został skierowany do Jagdstaffel 27, w której odniósł sześć zwycięstw powietrznych. Pierwsze 24 lipca 1917 roku, na południe od Passendale koło Ieper, zestrzelił brytyjski trójpłatowiec z No. 210 Squadron RAF. Ostatnie szóste zwycięstwo w jednostce odniósł 5 lutego 1918 roku. w okolicach Kleiberg zestrzelił samolot z No. 65 Squadron RAF.
W kwietniu 1918 roku został mianowany dowódcą Jagdstaffel 40. W jednostce, odniósł swoje ostatnie zwycięstwo, 5 czerwca 1918 roku zestrzelił balon obserwacyjny. 
9 lipca 1918 roku w okolicach Lille, Dilthey atakował Airco DH.9 z No. 107 Squadron RAF. W czasie ataku został zestrzelony i pomimo skoku ze spadochronem, poniósł śmierć. Został pochowany w niemieckiej kwaterze wojennej na Cmentarzu Komunalnym w Lambersart.